# Tuffi ai Giochi della XXXIII Olimpiade - Trampolino 3 metri femminile
La gara dei tuffi dal trampolino 3 metri femminile dei Giochi della XXXIII Olimpiade di Parigi è stata disputata dal 7 all'9 agosto 2024 presso il Paris Aquatics Centre. Vi hanno partecipato 25 atleti provenienti da 15 nazioni. La gara si è svolta in tre turni, in ognuno dei quali le tuffatrici hanno eseguito una serie di cinque tuffi ciascuna.
La tuffatrice cinese Chen Yiwen, con un punteggio di 376.00, si è aggiudicata la medaglia d'oro. L'australiana Maddison Keeney e la cinese Chang Yani sono state premiate rispettivamente con l'argento e il bronzo.

## Programma
| Data          | Ora (UTC+2) | Turno       |
| ------------- | ----------- | ----------- |
| 7 agosto 2024 | 15:00       | Preliminari |
| 8 agosto 2024 | 10:00       | Semifinale  |
| 9 agosto 2024 | 15:00       | Finale      |

### Format di gara
La competizione è suddivisa in tre turni:
- Turno preliminare: tutte le 28 tuffatrici eseguono 5 tuffi ciascuna e le migliori 18 avanzano alle semifinali.
- Semifinale: non vengono considerati i punteggi ottenuti al turno preliminare. Le 18 tuffatrici rimaste in gara eseguono 5 tuffi ciascuna e le migliori 12 avanzano in finale.
- Finale: non vengono considerati i punteggi ottenuti alla semifinale. Le 12 tuffatrici rimaste in gara eseguono 5 tuffi ciascuna e le migliori tre vengono premiate rispettivamente con la medaglia d'oro, d'argento e di bronzo.

Durante ogni round di cinque tuffi deve essere eseguito almeno un tuffo dei cinque gruppi previsti (avanti, indietro, rovesciato, ritornato e avvitamento). Ad ogni tuffo è assegnato un grado di difficoltà basato su salti mortali, posizione, avvitamenti, approccio e ingresso in acqua. Nonostante non esista un limite massimo di difficoltà dei tuffi, il tuffo più difficile calcolato dal regolamento della World Aquatics, ex FINA, (rovesciato con 4 salti mortali e 1⁄2 in posizione verticale e indietro con 4 salti mortali 1⁄2 in posizione verticale) ha un coefficiente di difficoltà di 4.7, ma gli atleti potrebbero anche eseguire tuffi più difficile. Il punteggio è determinato da un panel di sette giudici. Per ogni tuffo, ogni giudice assegna un punteggio tra 0 e 10, con incrementi di 0.5. I due punteggi migliori e i due punteggi peggiori vengono scartati. I restanti tre punteggi vengono sommati e moltiplicati per il grado di difficoltà, ottenendo il punteggio complessivo finale del tuffo. La somma dei punteggi dei sei tuffi costituisce il punteggio finale del turno.

## Qualificazioni
Le qualificazioni per il Trampolino 3 metri maschile sono state attribuite come segue:
- Campionati mondiali di nuoto 2023 – Le 12 finaliste di ogni evento individuale durante i Campionati mondiali di nuoto di Fukuoka del 2023, tenutisi dal 14 al 30 luglio 2023, garantiscono un posto nazione ai propri Comitati olimpici nazionali.
- Tornei di qualificazioni continentali – Le vincitrici di ogni evento individuale durante uno dei 5 tornei continentali approvati dalla World Aquatics (Africa, le Americhe, Asia, Europa e Oceania) garantiscono un posto nazione ai propri Comitati olimpici nazionali.
- Campionanti mondiali di nuoto 2024 – Le 12 tuffatrici con il miglior punteggio in classifica idonee per le qualificazioni durante i Campionati mondiali della FINA 2024, tenutisi a Doha dal 2 al 18 febbraio, si sono garantiti un posto nei propri Comitati olimpici nazionali, rispettando il limite di due partecipanti per nazione e non superando la quota di 136 atleti (68 per genere).
- Riallocazione quote inutilizzate – Posti aggiuntivi sono stati riassegnati alle tuffatrici idonee posizionatisi dal 13° posto in su nei vari eventi individuali dei Campionati del mondo di nuoto del 2024, fino al raggiungimento della quota di 136 atleti (68 per genere).
- Nazione ospitante – In quanto nazione ospitante, la Francia ha di diritto quattro posti da distribuire negli eventi di tuffi individuali femminili.

## Risultati
Hanno avuto accesso al turno preliminare 28 tuffatrici, in rappresentanza di 19 nazioni.
| Pos.    | Atleta               | Nazione       | Preliminare | Preliminare | Semifinale      | Semifinale      | Finale          | Finale          | Finale          | Finale          | Finale          | Finale          |
| Pos.    | Atleta               | Nazione       | Punti       | Pos.        | Punti           | Pos.            | T1              | T2              | T3              | T4              | T5              | Totale          |
| ------- | -------------------- | ------------- | ----------- | ----------- | --------------- | --------------- | --------------- | --------------- | --------------- | --------------- | --------------- | --------------- |
| Oro     | Chen Yiwen           | Cina          | 356.40      | 1           | 360.85          | 1               | 70.50           | 76.50           | 75.00           | 77.50           | 76.50           | 376.00          |
| Argento | Maddison Keeney      | Australia     | 337.35      | 2           | 334.70          | 2               | 67.50           | 67.50           | 55.50           | 74.40           | 78.20           | 343.10          |
| Bronzo  | Chang Yani           | Cina          | 308.75      | 4           | 320.15          | 4               | 42.00           | 69.75           | 67.50           | 75.00           | 64.50           | 318.75          |
| 4       | Chiara Pellacani     | Italia        | 297.70      | 7           | 324.75          | 3               | 52.50           | 63.00           | 65.10           | 66.00           | 63.00           | 309.60          |
| 5       | Yasmin Harper        | Gran Bretagna | 295.75      | 9           | 278.90          | 12              | 63.00           | 58.50           | 63.00           | 55.50           | 65.10           | 305.10          |
| 6       | Alejandra Estudillo  | Messico       | 276.45      | 17          | 317.05          | 5               | 58.50           | 60.45           | 57.00           | 66.00           | 60.00           | 301.95          |
| 7       | Saskia Oettinghaus   | Germania      | 279.35      | 15          | 286.75          | 9               | 60.00           | 58.50           | 57.35           | 63.00           | 58.50           | 297.35          |
| 8       | Valeria Antolino     | Spagna        | 297.70      | 7           | 284.25          | 10              | 60.00           | 60.45           | 63.00           | 51.00           | 58.50           | 292.95          |
| 9       | Emilia Nilsson Garip | Svezia        | 295.20      | 10          | 279.60          | 11              | 60.00           | 54.25           | 54.00           | 52.65           | 58.50           | 279.40          |
| 10      | Grace Reid           | Gran Bretagna | 303.25      | 5           | 290.05          | 7               | 58.50           | 41.85           | 54.00           | 55.50           | 66.00           | 275.85          |
| 11      | Julia Vincent        | Sudafrica     | 283.50      | 13          | 297.30          | 6               | 54.00           | 67.50           | 66.00           | 38.75           | 45.00           | 271.25          |
| 12      | Nur Dhabitah Sabri   | Malaysia      | 283.65      | 12          | 286.95          | 8               | 63.00           | 60.00           | 37.50           | 28.50           | 55.80           | 244.80          |
| 13      | Kim Su-ji            | Corea del Sud | 285.50      | 11          | 272.75          | 13              | Non qualificata | Non qualificata | Non qualificata | Non qualificata | Non qualificata | Non qualificata |
| 14      | Alysha Koloi         | Australia     | 276.60      | 16          | 270.60          | 14              | Non qualificata | Non qualificata | Non qualificata | Non qualificata | Non qualificata | Non qualificata |
| 15      | Anisley García       | Cuba          | 272.40      | 18          | 264.90          | 15              | Non qualificata | Non qualificata | Non qualificata | Non qualificata | Non qualificata | Non qualificata |
| 16      | Aranza Vázquez       | Messico       | 321.75      | 3           | 248.20          | 16              | Non qualificata | Non qualificata | Non qualificata | Non qualificata | Non qualificata | Non qualificata |
| 17      | Elena Bertocchi      | Italia        | 282.30      | 14          | 245.10          | 17              | Non qualificata | Non qualificata | Non qualificata | Non qualificata | Non qualificata | Non qualificata |
| 18      | Haruka Enomoto       | Giappone      | 299.10      | 6           | 244.20          | 18              | Non qualificata | Non qualificata | Non qualificata | Non qualificata | Non qualificata | Non qualificata |
| 19      | Sarah Bacon          | Stati Uniti   | 264.40      | 19          | Non qualificata | Non qualificata | Non qualificata | Non qualificata | Non qualificata | Non qualificata | Non qualificata | Non qualificata |
| 20      | Jette Müller         | Germania      | 262.85      | 20          | Non qualificata | Non qualificata | Non qualificata | Non qualificata | Non qualificata | Non qualificata | Non qualificata | Non qualificata |
| 21      | Sayaka Mikami        | Giappone      | 258.35      | 21          | Non qualificata | Non qualificata | Non qualificata | Non qualificata | Non qualificata | Non qualificata | Non qualificata | Non qualificata |
| 22      | Margo Erlam          | Canada        | 258.30      | 22          | Non qualificata | Non qualificata | Non qualificata | Non qualificata | Non qualificata | Non qualificata | Non qualificata | Non qualificata |
| 23      | Helle Tuxen          | Norvegia      | 257.10      | 23          | Non qualificata | Non qualificata | Non qualificata | Non qualificata | Non qualificata | Non qualificata | Non qualificata | Non qualificata |
| 24      | Maha Amer            | Egitto        | 250.20      | 24          | Non qualificata | Non qualificata | Non qualificata | Non qualificata | Non qualificata | Non qualificata | Non qualificata | Non qualificata |
| 25      | Prisis Ruiz          | Cuba          | 239.85      | 25          | Non qualificata | Non qualificata | Non qualificata | Non qualificata | Non qualificata | Non qualificata | Non qualificata | Non qualificata |
| 26      | Elizabeth Roussel    | Nuova Zelanda | 233.70      | 26          | Non qualificata | Non qualificata | Non qualificata | Non qualificata | Non qualificata | Non qualificata | Non qualificata | Non qualificata |
| 27      | Viktoriya Kesar      | Ucraina       | 217.75      | 27          | Non qualificata | Non qualificata | Non qualificata | Non qualificata | Non qualificata | Non qualificata | Non qualificata | Non qualificata |
| 28      | Alison Gibson        | Stati Uniti   | 198.30      | 28          | Non qualificata | Non qualificata | Non qualificata | Non qualificata | Non qualificata | Non qualificata | Non qualificata | Non qualificata |